# Роан (округ, Теннессі)
Шаблон:StateAbbr_ 35°52′12″ пн. ш. 84°30′06″ зх. д. / 35.87° пн. ш. 84.501666666667° зх. д.
Роан (англ. Roane County) — округ (графство) у штаті  Теннессі, США. Ідентифікатор округу 47145.

## Історія
Округ утворений 1801 року.

## Демографія
За даними перепису 2000 року загальне населення округу становило 51910 осіб, зокрема міського населення було 26418, а сільського — 25492. Серед мешканців округу чоловіків було 25150, а жінок — 26760. В окрузі було 21200 домогосподарств, 15242 родин, які мешкали в 23369 будинках. Середній розмір родини становив 2,87.
Віковий розподіл населення поданий у таблиці:
| Стать    | До 15 років | 15-21 | 22-29 | 30-39 | 40-49 | 50-65 | 65-85 | Понад 85 |
| -------- | ----------- | ----- | ----- | ----- | ----- | ----- | ----- | -------- |
| Чоловіки | 4887        | 2261  | 2269  | 3446  | 3931  | 4945  | 3197  | 214      |
| Жінки    | 4617        | 2098  | 2286  | 3574  | 4146  | 5099  | 4322  | 618      |

## Суміжні округи
- Морган — північ
- Андерсон — північний схід
- Нокс — схід
- Лаудон — південний схід
- Макмінн — південь
- Меґс — південний захід
- Ріа — південний захід
- Камберленд — захід